# Mictocaris haplope
Mictocaris haplope is een kreeftachtigensoort uit de familie van de Mictocarididae. De wetenschappelijke naam van de soort is voor het eerst geldig gepubliceerd in 1985 door Bowman & Iliffe.